# Provincia di Bohol
Bohol è una delle province delle Filippine.
Il territorio della provincia di Bohol corrisponde con quello dell'isola di Bohol e di 75 piccole isole vicine e si trova tra le isole di Cebu, Mindanao e Leyte nella regione del Visayas Centrale. La capitale della provincia è Tagbilaran
In passato fece parte della giurisdizione di Cebu e nel 1854 venne costituita in provincia.

## Storia
Fu occupata dai giapponesi durante la seconda guerra mondiale.
Il nome della provincia insulare di Bohol deriva dalla parola boho o bool L'isola è stata sede del primo trattato internazionale di pace tra il capo nativo Datu Sikatuna e il conquistador spagnolo Miguel López de Legazpi, il 16 marzo 1565, per mezzo di un'alleanza pacto de sangre che molti filippini chiamano il "Sandugo".

## Geografia fisica
Bohol è posta in posizione centrale rispetto all'arcipelago delle Visayas, tra l'isola di Leyte ad est, e l'isola di Cebu a nord e ad ovest. A sud, più distanti, nel mare di Bohol, si trovano l'isola di Camiguin e quindi la grande isola di Mindanao.

## Geografia antropica

### Suddivisioni amministrative
La provincia di Bohol comprende una città componente e 47 municipalità.

#### Città
- Tagbilaran

#### Municipalità
| - Alburquerque - Alicia - Anda - Antequera - Baclayon - Balilihan - Batuan - Bien Unido - Bilar - Buenavista - Calape - Candijay | - Carmen - Catigbian - Clarin - Corella - Cortes - Dagohoy - Danao - Dauis - Dimiao - Duero - Garcia Hernandez - Guindulman | - Inabanga - Jagna - Jetafe - Lila - Loay - Loboc - Loon - Mabini - Maribojoc - Panglao - Pilar - President Carlos Polestico Garcia | - Sagbayan - San Isidro - San Miguel - Sevilla - Sierra Bullones - Sikatuna - Talibon - Trinidad - Tubigon - Ubay - Valencia |

## Economia
Le coltivazioni principali sono riso e mais, numerose le piantagioni di palma da cocco, tabacco e canna da zucchero.
Fra le risorse minerarie vi sono discrete quantità di manganese.